# Lithobates virgatipes
Lithobates virgatipes är en groddjursart som först beskrevs av Cope 1891.  Lithobates virgatipes ingår i släktet Lithobates och familjen egentliga grodor. IUCN kategoriserar arten globalt som livskraftig. Inga underarter finns listade i Catalogue of Life.